# Khalid Al-Qassimi
Sheikh Khalid bin Faisal bin Sultan Al-Qassimi (Arabisch: الشيخ خالد القاسمي) (Fujairah, 18 februari 1972) is een rallyrijder uit de Verenigde Arabische Emiraten. In 2004 won hij het rallykampioenschap van het Midden-Oosten. Momenteel komt hij uit in het wereldkampioenschap rally voor het fabrieksteam van Citroën, waar hij voorheen ook voor Ford heeft gereden.